# Bulbine abyssinica
Bulbine abyssinica är en grästrädsväxtart som beskrevs av Achille Richard. Bulbine abyssinica ingår i släktet bulbiner, och familjen grästrädsväxter. Inga underarter finns listade i Catalogue of Life.